# Danseur de ballet

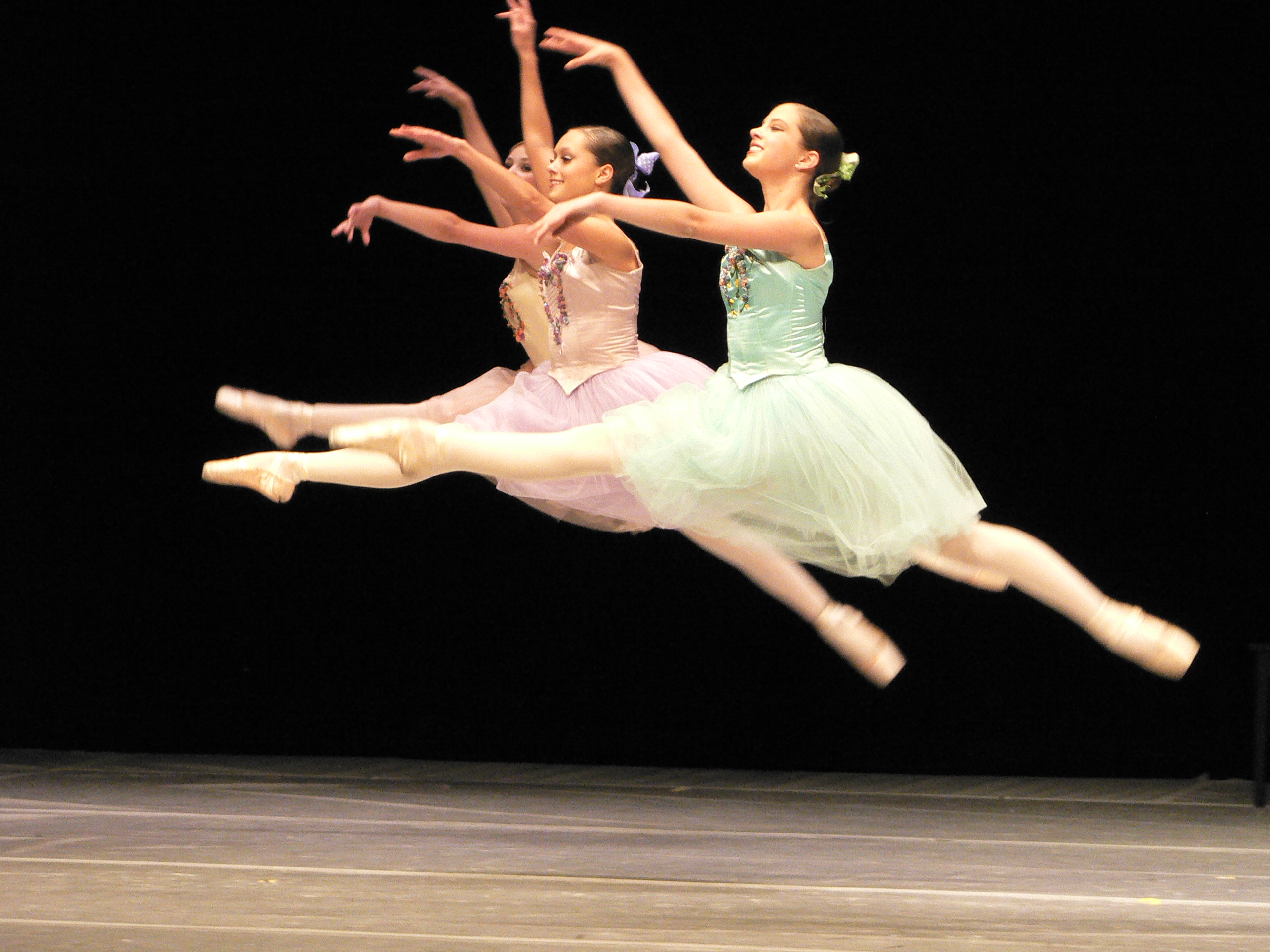
Trois danseuses de ballet exécutant un saut grand jeté

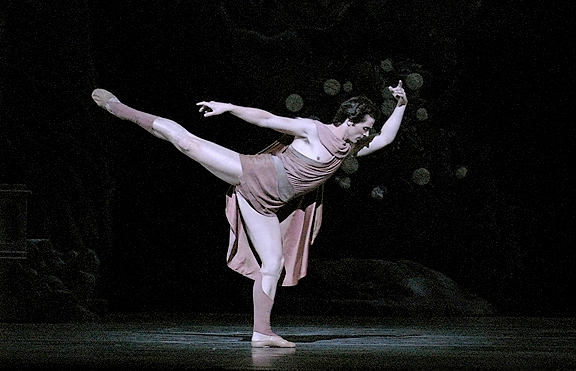
Le danseur de ballet Ángel Corella en 2005

Le danseur de ballet et la danseuse de ballet sont des personnes qui pratiquent l'art du ballet classique. Ils ont appelé en italien : ballerino [balleˈriːno] au masculin et ballerina [balleˈriːna] au féminin. La hiérarchie d'usage y est stricte. Appartenir à une compagnie professionnelle nécessite plusieurs années de formation approfondie et une technique appropriée[évasif]. La technique, exigeante, élève le risque de traumatismes.

## Formation et technique
Se produire de manière professionnelle implique usuellement de commencer entre l'âge de six et huit ans pour les filles, et de cinq et sept ans pour les garçons. Une fois embauché par une compagnie professionnelle, le danseur continue sa formation, en prenant des cours de danse classique six jours par semaine.
Le danseur de ballet commence ses cours à la barre, une poutre en bois qui longe les murs du studio de ballet, qu'il utilise pour garder l'équilibre. Il réchauffe son corps et étire ses muscles, afin de se préparer aux exercices exécutés au centre du studio, sans barre. Après des exercices de difficulté progressive au centre du studio, le danseur de ballet effectue la grande allegro, grands sauts. Malgré la difficulté technique des chorégraphies, le danseur doit paraître exercer avec aisance.
Après le travail de centre, les exercices varient chez les hommes et chez les femmes. Ces dernières s'entraînent à danser sur pointe, portant des chaussons de pointes spéciaux. Les hommes sautent et tournent. Hommes et femmes peuvent pratiquer ensemble la danse, en tant que partenaires.

## Blessures
Le danseur de ballet est susceptible de se blesser, du fait de la tension qu'il met sur son corps. Le risque de blessure augmente si le danseur commence avant l'âge de dix ans, or de nombreux danseurs de ballet commencent entre 6 et 8 ans.
Le haut du corps d'un danseur de ballet est sujet aux blessures car il dépense de l'énergie à tordre son dos et ses hanches. Les courbures du dos rendent la colonne vertébrale vulnérable aux blessures, comme les spasmes et les nerfs pincés. Étendre les jambes et les maintenir en l'air endommage les hanches, causant des foulures, des fractures et une perte de densité osseuse.
En danse classique, le corps prend des positions non naturelles, d'où la fréquence élevée des blessures. Ainsi, la première position des pieds, où les talons sont joints et les jambes sont tournées vers l'extérieur, les "retourne". Une première position mal effectuée provoque des blessures aux genoux. À l'inverse, lorsqu'elle est effectuée correctement (en tournant avec les hanches plutôt qu'avec les genoux), la flexibilité se développe et la pression sur les genoux se réduit. Des déchirures et luxations méniscales peuvent survenir au niveau des genoux lorsqu'ils sont mal positionnées, car  les genoux peuvent glisser vers l'avant lorsqu'ils sont retournés en première position.
Les pieds des danseurs de ballet sont sujets aux fractures et autres dommages. Atterrir de manière incorrecte (en pliant les genoux) après des sauts et danser avec des pointes peut augmenter le risque de fractures et d'affaiblissements des chevilles, par manque d'attention du professeur et de l'élève. La tendinite est fréquente chez le danseur de ballet en raison du travail sur pointes. Atterrir incorrectement après des sauts peut également entraîner un syndrome de stress tibial, où le muscle se sépare de l'os.
Le cours sert également à prévenir les habitudes qui entrainent des blessures, une bonne formation diminue donc le risque de se blesser. Certains danseurs de ballet font aussi des étirements ou d'autres techniques de renforcement musculaire telles que le Pilates, le yoga, le fitness et la natation. Néanmoins, les blessures restent fréquentes. La plupart des blessures n'apparaissent que plus tard dans la vie d'un danseur de ballet, après des années de tension continue.

## Titres selon le genre et la langue
Les termes varient selon le genre. En italien, contrairement à l'anglais et au français où ce terme désigne toute danseuse classique,, une ballerina est une femme qui détient les premiers rôles dans une compagnie de ballet, le titre homologue pour les hommes est ballerino. En italien, le terme commun est danzatore (danseur) et danzatrice (danseuse).
Dans le monde anglophone, le terme ballerina (ballerine) désignait une danseuse qui détenait les premiers rôles et dont le talent était reconnu internationalement, au-delà de sa compagnie (le terme français danseuse ou ballet dancer fut employé pour toute danseuse de ballet). Ballerina, récompense peu accessible, était similaire à la diva, titre de l'opéra. Le terme employé dans le monde anglophone pour les hommes était d'origine française, danseur noble. Dans les années 1960, un glissement sémantique s'opéra : désormais, une ballerina désigne toute danseuse de ballet dans le monde anglophone.
À l'origine, en italien, les termes ballerino (danseur, généralement en ballet) et ballerina signifient "celui ou celle qui danse le ballet", sans connotation de grande renommée. L'artiste de grande renommée est appelée prima ballerina et prima ballerina assoluta. Le mot français « étoile » (qui s'applique aux danseurs comme aux danseuses) peut aussi être employé pour désigner les danseurs de haut grade à la Scala de Milan et au Ballet de l'Opéra national de Paris.

## Titres hiérarchiques

### Femmes

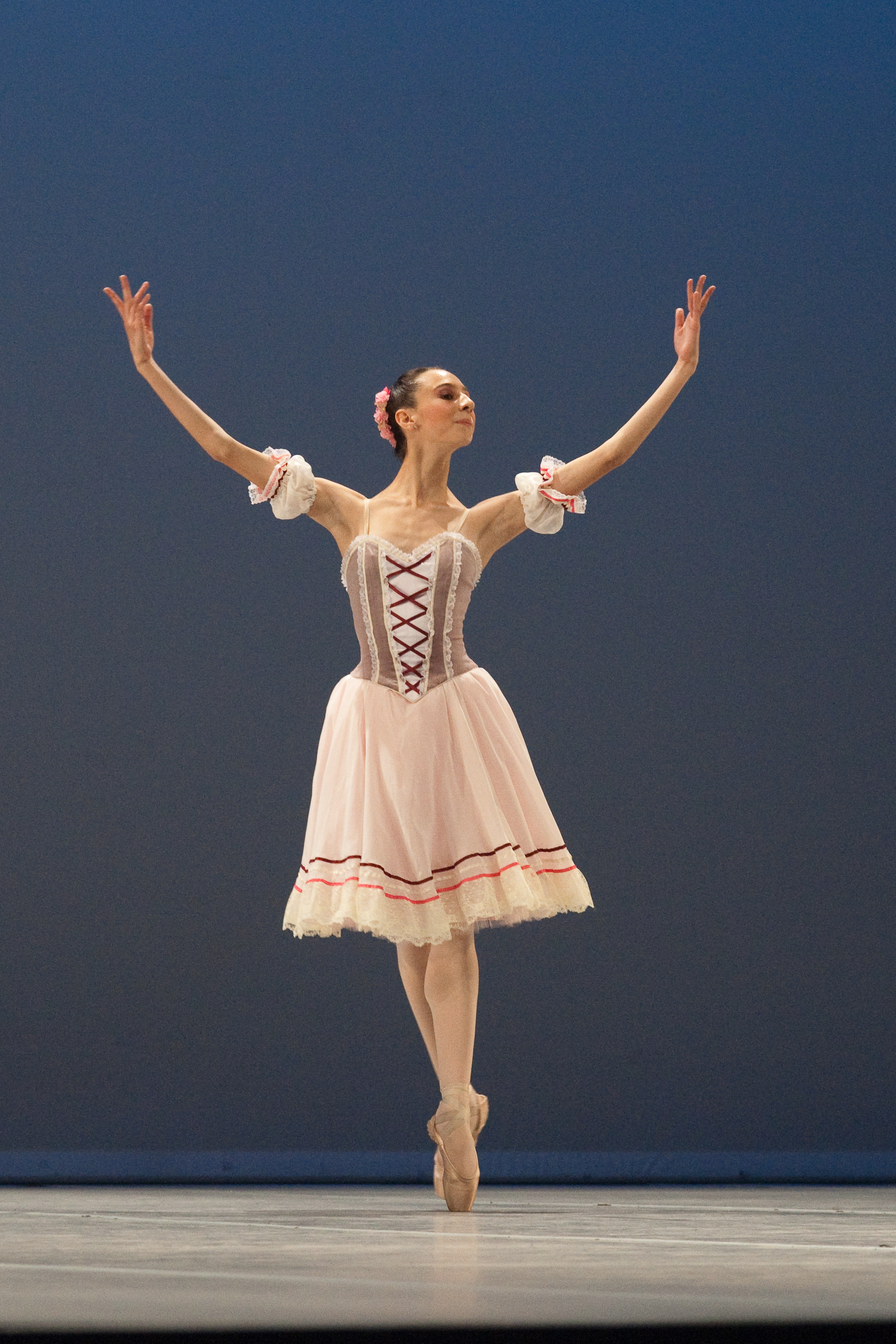
Coppélia, 2010

Le classement des titres féminins correspond, par importance décroissante, à : 
- Prima ballerina assoluta (Italie)
- Prima ballerina, premier sujet ou première danseuse
- Sujet
- Coryphée
- Corps de ballet

### Hommes
Pour les hommes, les grades étaient :
- Premier danseur noble (en)
- Premier danseur
- Danseur
- Sujet
- Coryphée
- Corps de ballet
- Ballerino

Voir aussi: Demi-soliste, Petit rat, Quadrille et Étoile.

### Aujourd'hui
Dans la plupart des compagnies, la classification hiérarchique demeure, mais est devenue neutre en termes de genre, et les premiers danseurs uniques, au-dessus de tous les autres, se raréfient : dans la plupart des grandes compagnies, les danseurs de haut grade, hommes et femmes, sont plusieurs.
Le titre d'artiste invité est attribué à des danseurs d'autres compagnies, de haut rang dans leur compagnie d'origine.

## Crédit d'auteurs
- (en) Cet article est partiellement ou en totalité issu de l’article de Wikipédia en anglais intitulé « ballet dancer » (voir la liste des auteurs).